# Kadri Simson
Kadri Simson (ur. 22 stycznia 1977 w Tartu) – estońska polityk, działaczka partyjna i samorządowa, posłanka XI, XII, XIII i XIV kadencji, w latach 2016–2019 minister gospodarki i infrastruktury, w latach 2019–2024 członkini Komisji Europejskiej.

## Życiorys
Ukończyła w 2000 historię na Uniwersytecie w Tartu, a w 2003 studia z zakresu nauk politycznych na University College London. Pod koniec lat 90. pracowała m.in. w bibliotece uniwersyteckiej. W 1995 wstąpiła do Estońskiej Partii Centrum. Od 2001 do 2002 pracowała jako doradca burmistrza Tallinna. W latach 2003–2007 była sekretarzem generalnym centrystów. W latach 2005–2006 zasiadała w stołecznej radzie miasta. W wyborach w 2007 po raz pierwszy uzyskała mandat deputowanej do Zgromadzenia Państwowego XI kadencji. W 2011 została wybrana na XII kadencję Riigikogu, a w 2015 i 2019 z powodzeniem ubiegała się o reelekcję.
W marcu 2015 przejęła tymczasowo obowiązki przewodniczącej Estońskiej Partii Centrum, co było wymuszone nagłą chorobą i hospitalizacją Edgara Savisaara. W listopadzie tego samego roku przegrała z Edgarem Savisaarem wybory na przewodniczącego partii.
23 listopada 2016 została ministrem gospodarki i infrastruktury w rządzie Jüriego Ratasa. Pełniła tę funkcję do 29 kwietnia 2019. W tym samym roku dołączyła do Komisji Europejskiej kierowanej przez Ursulę von der Leyen (z kadencją od 1 grudnia 2019) jako komisarz do spraw energii. Zasiadała w niej do końca kadencji w 2024.

## Odznaczenia
- Order Herbu Państwowego III Klasy (2025)[8]
- Order Trzech Gwiazd II klasy (Łotwa, 2019)[9]
- Order Księcia Jarosława Mądrego III klasy (Ukraina, 2022)[10]